# Reloj de población estadounidense y mundial

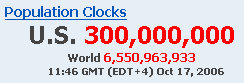
El reloj de población de los EE. UU. llega a los 300 millones en octubre de 2006.

El reloj de población estadounidense y mundial presenta de manera continua (sus números se mueven) las aproximaciones de la Oficina del Censo de los Estados Unidos tanto de la población de los Estados Unidos como de la población mundial total. Dichas aproximaciones se basan en la última información censal disponible y en estimaciones de la población nacional, que se emplean en los algoritmos que muestran los números de estos "relojes".
En junio de 2020 la Oficina del Censo estima que la población de Estados Unidos supera los 329 millones de personas.

## Cálculo
El cálculo utilizado para estimar la población en cada momento es:
un nacimiento por tiempo TW - una muerte por tiempo TX + un inmigrante internacional por tiempo TY = aumento global (una persona por tiempo TZ).

## Ejemplo
Un nacimiento cada 1 minuto y 56 segundos - una muerte cada 3 minutos y 59 segundos + un inmigrante internacional cada 3 minutos y 11 segundos = una persona adicional cada 1 minuto y 8 segundos

## Población mundial
El 19 de agosto de 2020 a las 12:12 horas la Oficina del Censo de los Estados Unidos estima la población total de la Tierra en 7.673.597.154 personas, mientras que Worldometer la estima en 
7.805.971.147 y la página Las cuentas del mundo (The World Counts, traducible también por "El mundo importa") la cifra en 7.842.552.144 habitantes. Estos relojes de población también se denominan "contadores de población". 